# عرب إسبانيا
يتواجد العرب في إسبانيا (بالإسبانية: Los árabes en España)‏ منذ أوائل القرن الثامن أي منذ الفتح الإسلامي للأندلس وإنشاء دولة الأندلس. وفي العصر الحديث هناك العديد من المغتربين من مجموعة من الدول العربية وخاصة المغرب والجزائر ولبنان وسوريا والأراضي الفلسطينية والعراق، وأيضا مجموعات صغيرة من مصر وتونس وليبيا والأردن والسودان. نتيجة الربيع العربي (الحرب الأهلية الليبية والحرب الأهلية السورية)، يحاول الكثير من اللاجئين أو المهاجرين غير الشرعيين الهجرة وخاصة إلى فرنسا، ألمانيا والسويد.
السكان العرب في إسبانيا ما بين 702,000 (أقل تقدير) و 1,600,000 - 1,800,000 (أعلى تقدير).